# Jordi Gubern
Jorge o Jordi Gubern i Ribalta fue un novelista y técnico editorial español (Barcelona, 1924-1996). Usó seudónimos como Bruno Shalter, Esteban Díez, Mark Halloran, Noel Gubre, Pedro Lanuza y William O'Connor. Era primo de Roman Gubern.

## Biografía
Jorge Gubern Ribalta escribió novelas populares desde los años cuarenta, destacando su personaje Mike Palabras.
Ocupó luego posiciones en el equipo de redacción de editorial Bruguera, convirtiéndose en director de "Gran Pulgarcito" (1970), "Lily" (1970) y "Super DDT" (1973).

## Obra
Historietística
| Años | Título                        | Dibujante      | Tipo       | Publicación                   |
| ---- | ----------------------------- | -------------- | ---------- | ----------------------------- |
| 1956 | Buffalo Bill                  | Jaime Juez     | Monografía | Bruguera: Historias, núm. 24  |
| 1960 | Más aventuras de Buffalo Bill | Felipe Herranz | Monografía | Bruguera: Historias, núm. 118 |

Literaria
| Año  | Título                    | Tipo   | Editorial |
| ---- | ------------------------- | ------ | --------- |
| 1948 | Sin casaca roja           | Novela |           |
| 1949 | La incógnita de Aguadulce | Novela |           |